# アルベルト・ケッセルリンク
アルベルト・ケッセルリンク（Albert Kesselring, 1885年11月30日 - 1960年7月16日）は、ドイツの陸軍軍人、空軍軍人。当初ドイツ陸軍、ドイツ空軍設立時に空軍へ移籍。最終階級は元帥。第二次世界大戦のイタリア戦線司令官として知られる。

## 経歴

### 生い立ち
バイエルン王国マルクトシュテフト生まれ。バイロイトの学校を卒業後、1904年にプロイセン王国陸軍に入る。翌年第2バイエルン徒歩砲兵連隊に転じ、着弾観測兵としての教育を受けた。1906年、少尉に任官。1910年に結婚、夫妻は1913年に男児を養子を迎えた。1912年に観測気球の教程を修了し、その後中尉に昇進。第一次世界大戦には副官として従軍して大尉に昇進し、師団や軍団司令部の参謀将校となった。

### ヴァイマル共和国から第二次世界大戦開戦まで
第一次世界大戦後は、ヴェルサイユ条約で兵力10万人に制限されたヴァイマル共和国のヴァイマル共和国軍陸軍に選び残され、ニュルンベルクでバイエルン軍の復員業務に従事。中隊長を経て1922年からは国防省統帥部に勤務し、訓練課（第4課）長などを歴任した。1931年から1933年までは第4砲兵連隊(1932年から第III大隊長)および第VII軍管区司令部で勤務。1933年10月に大佐に昇進し、ドイツ空軍創設に従事することになる。1934年4月に少将として空軍に移籍、D課（Abteilung D）課長を経て空軍軍政部（Luftwaffenverwaltungsamt）部長に就任した。そのときすでに48歳だったにもかかわらず、自ら飛行機の操縦を学んだといわれている。また、第一次世界大戦でゲーリングと知己になったことが、空軍での出世につながった。1936年に中将に昇進、同年空軍参謀総長に就任した。1937年に航空兵大将に昇進して第3航空管区司令官。翌年第1航空集団（のち第1航空艦隊）司令官に補される。

### 第二次世界大戦
第二次世界大戦では第1航空艦隊を率いてポーランド侵攻に従事、戦功により騎士十字章を受章。翌1940年のフランス侵攻に従軍、フランス降伏後の7月19日に二階級特進で元帥に列せられた。第2航空艦隊を率いてバトル・オブ・ブリテンを戦う。1941年に独ソ戦が始まると、ケッセルリンクの部隊はポーランドに移された。

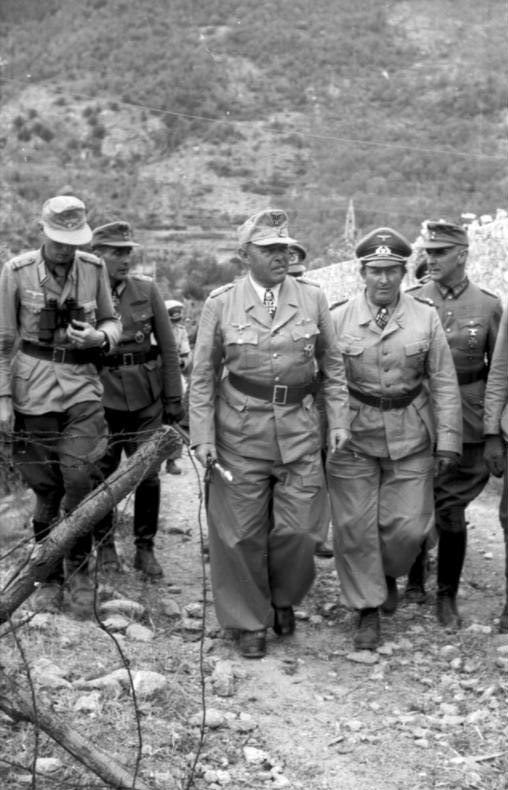
1944年、イタリア戦線において前線を視察するケッセルリンク（中央）

その後、北アフリカ戦線やイタリア戦線で空軍を指揮、イギリスの地中海における拠点であるマルタ島を空爆し壊滅状態に陥れた。また、地中海の英海軍にも大きな損害を与え、補給路を確保して北アフリカ戦線におけるエルヴィン・ロンメル率いるドイツ・アフリカ軍団の進軍を背後から支えた。戦功により1942年に柏葉付騎士鉄十字章、剣付鉄十字章を立て続けに受章した。また、ロンメルの地上軍への戦術支援を行った。
連合国軍が上陸したイタリアでは地上部隊の指揮も任され、巧みな遅滞戦闘で連合国軍の進撃をある程度阻む事に成功している。この戦功により1944年にダイヤモンド・剣・柏葉付鉄十字章を受章した。視察のため最前線上空を飛ぶこと200回以上を数えた。貴重な文化遺産が集中するローマに連合国軍の空襲が及び戦災の危険が迫ると、ドイツの外交官エルンスト・フォン・ヴァイツゼッカーらの働きかけもあり、ローマ教皇ピウス12世の呼びかけに応じてローマを無防備都市とし、戦災の危険から救った。
1944年10月、アペニン戦線を前線視察中ボローニャ付近において、ケッセルリンクの乗車が砲の近くを通過したとき、その砲身に頭部を強打した。病院に搬送されるのに8時間かかり、24時間意識不明状態となった。外傷は小さな裂傷だけであったが、頭蓋骨骨折の重傷であった。
1945年3月、戦傷から復帰したケッセルリンクは、ゲルト・フォン・ルントシュテット元帥に代わり、西方軍総司令官に任命される。
ヒトラーの死から4日後の5月4日に連合国に降伏した。

### 戦後
アメリカ軍の捕虜となり、ヴェネツィアにおける英軍法廷で、イタリアでの一般市民殺害の罪によって一旦は銃殺刑を宣告されたが、後に終身禁錮に減刑された。1948年にはさらに懲役21年に減刑。その後、1952年に癌に冒された健康上の理由で釈放されている。
戦後にネオナチ団体として西ドイツで再建された鉄兜団に参加し、1952年から死去まで西ドイツで指導者を務めた。
1953年と1955年には回顧録『Soldat bis zum letzten Tag（最後の日まで兵士だった）』『第二次世界大戦回顧』を出版、自己への戦争犯罪を否認した。バート・ナウハイムのサナトリウムで心臓発作のため死去した。墓はバイエルン州のバート・ヴィーズゼーにある。

## 人物・評価
- ケッセルリンクは最後までヒトラーの信任を得ていた数少ない空軍の将帥の一人と伝えられる。また彼は悠揚迫らない言動や風貌から、“微笑みのアルベルト”というあだ名をつけられていた。指揮官としてはイタリア戦線での戦い方にも表れているように、（本来管轄外の）地上戦闘、それも劣勢での防御に優れていたといわれる。
- エアハルト・ミルヒとの関係について、仲がよい同志であったが、個人的な問題における不一致のために自身が航空省を外され、前線に送られたと認識していた。その不一致については明言を避けている。両者の対抗意識については、「シュトゥムプフ将軍やヴェーファーなど、私が所属したグループは特権を享受していたが、ミルヒは当時まだ大佐の身分だったので、妬んだのかもしれない」と語りながら、「優れた管理能力がある」と評価もしている[5]。
- ロンメルについては、「部隊を迅速に展開できる最高の指揮官」と高く評価する一方、「それは軍レベルまでの話」として「規模がさらに大きくなると、彼の手には負えなかった」し、「気まぐれすぎた」と欠点も指摘している。北アフリカ戦晩年のロンメルを「エル・アラメインでの彼は、もはやかつてのロンメルではなかった」と表現している[6]。
- 戦後、世界情勢について語っている。「ヨーロッパ諸国は団結すべきだ」として、戦争回避策は「敵の数を少なくする」ことであり、「イギリス、フランス、ドイツ、スペイン、イタリア、ギリシアが合同で戦線を形成すれば、対峙する戦線はひとつになる―東部戦線である。そうすれば敵はひとつだけになる」と対ソ連で欧州各国が団結すれば戦争を減少できると指摘。そのソ連については「少なくともソ連が支配をもくろんでいるのは確実だと思う」とし、ソ連が世界を支配できないとしても「共産主義を世界中に広めることができる」ので、「ヨーロッパ・ブロックを支配して、アジア・ブロックに加えるのではないか」と危機感を表明している[7]。

## 栄典

### 外国勲章
- 1937年11月8日 - 勲二等旭日重光章[8]